# Cimitero della Misericordia (Grosseto)
Il cimitero della Misericordia costituisce il cimitero monumentale di Grosseto, nonché uno dei due principali camposanti della città.

## Storia

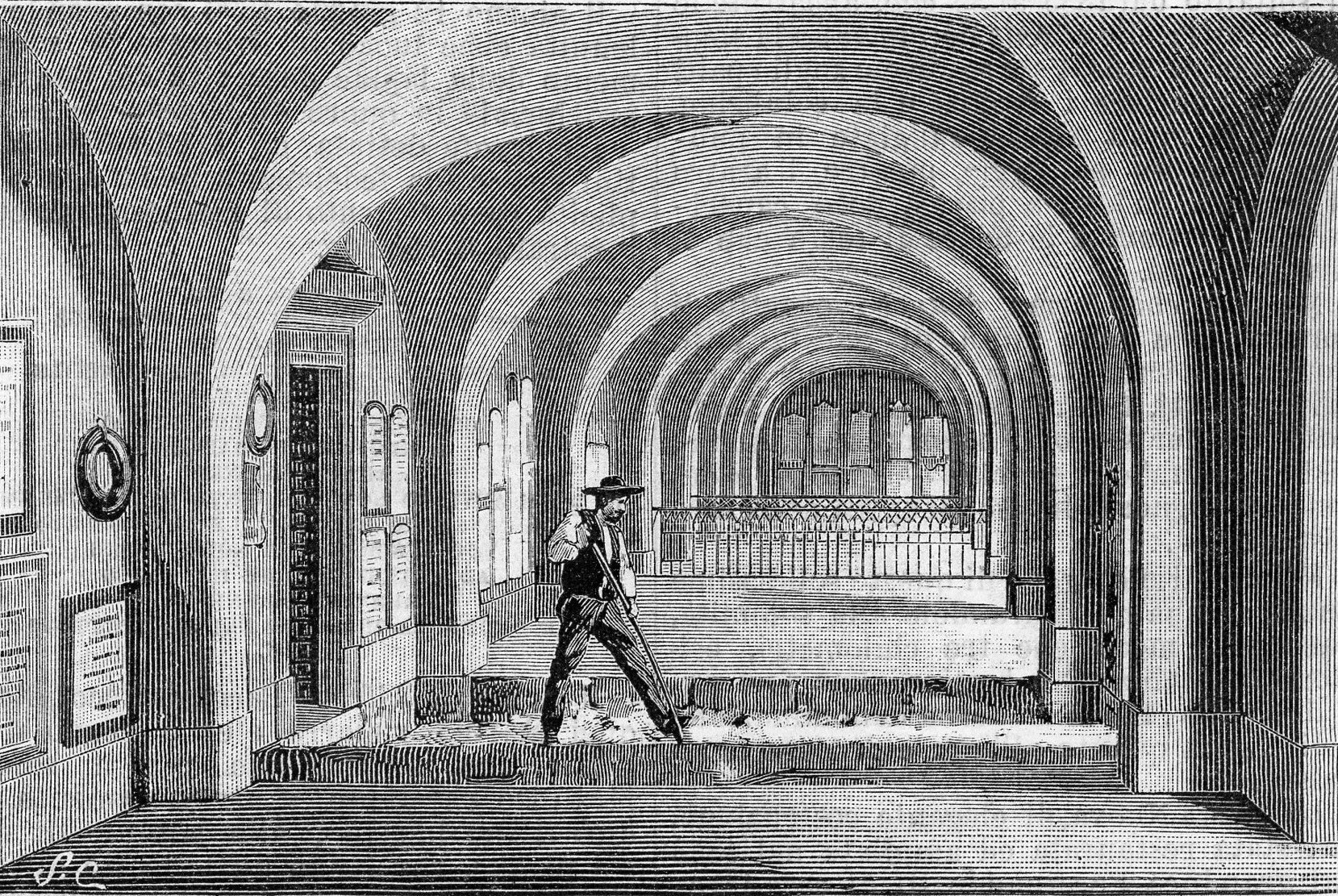
Il portico del cimitero, xilografia, 1896

A Grosseto esisteva dal 1766 un cimitero, comunemente definito "leopoldino" in quanto edificato per volere del granduca Pietro Leopoldo di Lorena, che era stato progettato da Leonardo Ximenes all'esterno delle mura medicee, fuori Porta Nuova, nell'area dove successivamente sarebbe sorta via Roma. Verso la metà del XIX secolo, tuttavia, il cimitero risultava in pessimo stato igienico-sanitario e si avvertì quindi la necessità di realizzarne uno nuovo, preferibilmente in un luogo ancora più decentrato.
Nel 1854 il priore Benedetto Pierini dell'Arciconfraternita della Misericordia di Grosseto mise a disposizione il terreno, situato poco più a nord lungo la vecchia via Aurelia in direzione di Montepescali, e fu quindi avviata la costruzione del nuovo cimitero con progetto di Enrico Ciampoli. Nel discorso cerimoniale della posa della prima pietra, il dottor Domenico Pizzetti ricordava le pessime condizioni del cimitero leopoldino, ormai «nello stato più meschino, il più abbietto che si possa vedere», esprimendo soddisfazione della possibilità di fornire nuova dignitosa sepoltura per le famiglie grossetane. I costi di realizzazione furono sostenuti dai membri della confraternita, con un contributo del granduca Leopoldo II in materiali da costruzione.
Nel 1857 fu promulgato un Regolamento organico con le direttive per ultimare la costruzione del cimitero. Nel Regolamento si legge: «sarebbe desiderabile che alcuni dei principali possidenti imitando il bello esempio di altre Città imprendessero a costruire in proprio delle Cappelle, nelle quali accomunare le ossa dei loro congiunti e a coadiuvare al tempo stesso una impresa che tanto onora il Pio Istituto e la Patria». Tuttavia, i tempi di realizzazione si protrassero per oltre dieci anni. Nel 1873 il cimitero non risultava ancora ultimato, ma si ha notizia della collocazione della «prima opera scultoria di quel funerario recinto», un medaglione di marmo raffigurante la signora Isolina Ademollo, scolpito da Giuseppe Domenico Felli.
Lo studioso Alfonso Ademollo descriveva il camposanto nel 1894 come «non del tutto ancora terminato, con cappelle per sepolture di stile gotico dei primi tempi del cristianesimo, nel quale si ammirano varie opere scultorie in busti e medaglioni di lavoro forbito di scultori moderni viventi, quali il Sarrocchi di Siena, il Felli di Terrarossa di Casal di Pari e di altri». In quegli anni, infatti, sempre più famiglie benestanti della città avevano scelto di decorare le proprie sepolture con sculture, o di realizzare cappelle e edicole monumentali, e nell'ambiente artistico grossetano, prima di allora pressoché inesistente, iniziò a maturare un vivace interesse verso le committenze artistiche funerarie, grazie all'influenza di scultori della scuola senese, come Tito Sarrocchi e Fulvio Corsini, e l'affermazione di artisti locali come Lorenzo Porciatti o Vincenzo Pasquali, permettendo anche agli esordienti di trovare le prime opportunità di lavoro e di farsi conoscere.
Nella prima metà del XX secolo, il camposanto subì una serie di ampliamenti e vennero completati tutti i lotti per l'edificazione delle cappelle. In seguito alla significativa urbanizzazione di Grosseto, il cimitero si è ritrovato da una posizione periferica a essere inglobato nel tessuto urbano del centro città nei pressi della stazione ferroviaria.

## Monumenti e sculture
Del primo monumento posizionato nel cimitero nel 1873, in memoria di Isolina Ademollo e opera di Giuseppe Domenico Felli, non è rimasta traccia, in quanto perduto nelle successive opere di ampliamento del cimitero. Del Felli si trova invece il monumento a Venanzio Vibri del 1881. Opera dello scultore senese Tito Sarrocchi sono invece i due monumenti a Luigi Ponticelli (1880) e Renieri Fanelli (1883). Nel 1897 è stata eretta l'edicola Sellari, in uno stile eclettico vagamente egizio, mentre di fianco furono realizzate nel 1902 le cancellate in ferro battuto a delimitare le sepolture Cecchini e Civinini: progettate da Lorenzo Porciatti, sono opera di Luciano Zalaffi. Una coppia di scultori locali, i fratelli Vincenzo e Ferruccio Pasquali, molto attivi non solo a Grosseto, hanno invece realizzato il medaglione ai coniugi Signorini, la neogotica edicola Cappelli in marmo e pietra serena, i monumenti a Sofia Adami Tognetti, Alessandrina Ferri Luciani (1886) e Angelo Consumi (1910). Dello scultore senese Fulvio Corsini è invece l'opera scultorea più significativa del camposanto, L'ultimo passo, a memoria della famiglia Civinini, una monumentale figura umana fusa a Firenze dalla Fonderia artistica di Cusmano Vignali che «simboleggia il lavoro, che depone ai piedi della tomba il peso fardello».
Tra i contributi degli artisti della scena grossetana degli anni venti e trenta del Novecento che contribuirono all'abbellimento del cimitero si ricordano quelli di Tolomeo Faccendi e soprattutto dello scultore Ivo Pacini, che scolpì le prime steli: si ricordano le steli in memoria di Egidio Ginanneschi e di Guerrino Bordigoni (1922), ma anche le decorazioni in marmo delle cappelle Cecchini e Civinini, un bassorilievo bronzeo (Pietà) nella lunetta della cappella Ulmi (1933) e l'Ecce Homo per la cappella Del Fa (1939). Sulla cappella Pizzetti si trova invece un San Francesco che parla agli uccelli dello scultore arcidossino Belisario Baggiani.
Dal punto di vista architettonico, si segnalano la cappella del cimitero, e le varie cappelle gentilizie: tra le più significative vi sono quelle ad opera di Ernesto Ganelli e Umberto Tombari.

## Personalità sepolte nel cimitero
- Benedetto Ponticelli (Grosseto, 1840 – Grosseto, 1899), patriota e politico.
- Lorenzo Porciatti (Cana, 1864 – Grosseto, 1928), architetto e restauratore.
- Bernardino Cecchini (Grosseto, 1843 – 1929), patriota garibaldino.
- Tolomeo Faccendi (Grosseto, 1905 – Grosseto, 1970), scultore.
- Luciano Bianciardi (Grosseto, 1922 – Milano, 1971), scrittore, giornalista e traduttore.
- Ernesto Ganelli (Alessandria, 1901 – Grosseto, 1985), ingegnere civile.
- Pietro Citati (Firenze, 1930 – Roccamare, 2022), scrittore e critico letterario.